# 平岡調理・製菓専門学校
平岡調理・製菓専門学校（ひらおかちょうり・せいかせんもんがっこう）は、福岡県小郡市大保にある、調理師養成施設、製菓衛生師養成施設、専修学校。
学校法人平岡学園が運営している。
姉妹校の、栄養士養成施設、専修学校、平岡栄養士専門学校と介護福祉士養成施設、専修学校、平岡介護福祉専門学校が同敷地内にある。

## 沿革
- 昭和37年3月	学園祖、平岡おてる、福岡県公認・九州料理学院を久留米市両替町24番地に創立。
- 昭和44年3月	平岡調理師学校、調理師養成科定員50名にて厚生大臣指定。
- 昭和44年4月	九州料理学院を平岡料理学院に改名。平岡調理師学校開校。
- 昭和48年3月	新校舎を久留米市東町400番地に新築。平岡調理師学校、平岡料理学院を同地に移転。
- 昭和49年3月	平岡調理師学校の入学定員を50名より100名に増員認可。（厚生大臣）
- 昭和54年10月	集団調理実習室・普通教室・教員室を増設。
- 昭和55年3月	平岡調理師学校の入学定員を100名より150名に増員認可。（厚生大臣）
- 昭和56年11月	学校法人平岡学園専修学校設立許可。（福岡県知事）
- 昭和57年4月	平岡調理師学校を平岡調理師専門学校に校名変更。
- 平成11年1月	平岡学園小郡校地に3号館を新築竣工。
- 平成11年4月	学校法人平岡学園法人本部を久留米市東町400番地より小郡市大保1434番地の3に移転。
- 平成13年9月	平岡調理師専門学校を久留米市東町400番地より小郡市大保1451番地に新築移転。
- 平成13年12月	平岡調理師専門学校、入学定員を本科100名を120名、専修科50名を80名に増員認可。（厚生労働大臣）
- 平成14年5月	平岡調理師専門学校、ホームヘルパー養成研修２級課程の講座開講認可。（福岡県知事）
- 平成15年3月	三燦寮完成。（収容人数　58名）
- 平成16年3月	グラウンド（2,700㎡）、師恩寮完成。（収容人数　27名）
- 平成16年9月	6号館（実習棟）完成。基礎調理実習室開設。全国で初めて一人一台の実習台を考案する。
- 平成16年11月	平岡調理師専門学校、専修科（2年生課程）の入学定員80名から120名への増員許可。（厚生労働大臣）
- 平成17年3月	グラウンド拡張（5,000㎡）。三燦寮隣地に菜園新設。
- 平成17年4月	自治寮完成。（収容人数　28名）
- 平成18年8月	平岡調理師専門学校、製菓衛生師学科定員120名にて新設許可。（厚生労働大臣）
- 平成18年9月	7号館（製菓実習室・カフェ実習室・食品加工実習室・キッチンシアター・普通教室）完成。号館内に第一豊味寮・第二豊味寮完成。（収容人数　48名）
- 平成19年3月	テニスコート移設および教員駐車場完成。
- 平成19年4月	平岡調理師専門学校を平岡調理・製菓専門学校へ校名変更。製菓衛生師科を新設。
- 平成19年8月	アリーナ床全面コーティング工事完了。
- 平成20年3月	三燦寮駐車場完成ならびに菜園拡張。
- 平成20年4月	調理師養成施設指定40周年。
- 平成20年5月	平岡調理・製菓専門学校、製菓衛生師専修科（2年制課程）入学定員40名を新設。（厚生労働大臣）製菓衛生師学科から製菓衛生師本科への学科名変更ならびに入学定員を120名から80名に変更。（厚生労働大臣）
- 平成21年4月	平岡調理・製菓専門学校、製菓衛生師専修科２年制課程を開設。（厚生労働大臣）
- 平成23年8月	8号館（CAFE DE HIRAOKA・応用調理実習室・基礎製菓実習室・コンベンションホール・普通教室）完成。
- 平成23年10月	学生運営カフェ・レストラン「CAFE DE HIRAOKA」オープン。
- 平成24年3月	料理学院50周年。
- 平成24年3月	自律寮（収容人数　34名）　飛翔寮（収容人数　17名）完成。
- 平成24年4月	平岡調理・製菓専門学校、製菓衛生師専修科（2年制課程）入学定員を40名から80名へ増員。（厚生労働大臣）平岡調理・製菓専門学校、製菓衛生師本科（1年制課程）入学定員を80名から120名へ増員。（厚生労働大臣）
- 平成25年3月	第2テニスコート、果樹園完成。
- 平成27年3月　第2果樹園・第3駐車場完成。

## 設置学科
- 調理師専修科（2年制）
- 調理師本科（1年制）
- 製菓衛生師専修科（2年制)
- 製菓衛生師本科(1年制)

## 卒業時に取得可能な資格
- 調理師
- 製菓衛生師国家資格受験資格（2年時には受験可能）
- 訪問介護員養成研修2級課程
- 専門士（衛生）
- 食品技術管理専門士

## 校訓
人間力を有した即戦力の育成。
入職後3年間で要求されるコミュニケーション力、調理・製菓の仕事に対する高い目標意識と下積みに必要な真の専門技術を有した人材を社会に輩出する。